# 格培林寺
格培林寺，位于西藏自治区日喀则市白朗县巴扎乡觉杰村，是一座藏传佛教的女尼寺院。

## 简介
格培林寺是位于西藏自治区日喀则市白朗县巴扎乡觉杰村的一座藏传佛教寺院。
2012年，格培林寺的尼師卓玛被评为西藏自治区爱国守法先进僧尼。